# Lettonia ai Giochi della XXV Olimpiade
La Lettonia partecipò ai Giochi della XXV Olimpiade, svoltisi a Barcellona, Spagna, dal 25 luglio al 9 agosto 1992, con una delegazione di 34 atleti impegnati in tredici discipline.